# Calydon (geslacht)
Calydon is een kevergeslacht uit de familie van de boktorren (Cerambycidae). De wetenschappelijke naam van het geslacht werd voor het eerst geldig gepubliceerd in 1864 door Thomson.

## Soorten
Calydon omvat de volgende soorten:
- Calydon globithorax (Fairmaire & Germain, 1861)
- Calydon submetallicum (Blanchard, 1851)